# باو بريم
باو بريم كوما (من مواليد 22 فبراير 2006) هو لاعب كرة قدم إسباني من كتالونيا يلعب خط وسط لنادي الدوري الإسباني برشلونة.

## عنه
ولد بريم في كاستيلبايسبال، وهي مدينة في كاتالونيا، وبدأ لعب كرة القدم في سن الرابعة مع نادي مسقط رأسه قبل التوقيع مع برشلونة في عام 2012.تعين قائدا في فرق الشباب لبرسا وارتقى إلى فريق الأحداث بعد أن بدأ ظهوره لأول مرة ضد فيكتوريا بلزن في دوري الشباب الأوروبي.